# Héritage (Arménie)
Pour les articles homonymes, voir Héritage.
Héritage (en arménien Ժառանգություն, Zharangutyun) est un parti politique d'Arménie fondé en 2002. Lors des élections législatives arméniennes de 2007, il fait son entrée à l'Assemblée nationale en remportant 5,81 % des votes. Héritage compte 7 députés à l'Assemblée.

## Résultats électoraux

### Élections législatives
| Année | Députés | Votes | % | Rang | Gouvernement                                            |
| ----- | ------- | ----- | - | ---- | ------------------------------------------------------- |
| 2007  | 7 / 131 |       |   | 5e   | Serge Sarkissian II (2007-2008), opposition (2008-2012) |
| 2012  | 5 / 131 |       |   | 6e   | Opposition                                              |